# Lofi Girl
Lofi Girl (litt. « fille lofi »), ou ChilledCow (litt. « vache détendue ») jusqu'en 2021, est une chaîne YouTube et un label discographique français créés en 2017. Elle propose de la diffusion en direct de musique lofi hip-hop 24h/24 et 7j/7, accompagnés d'une animation de style japonais représentant un personnage d'une jeune femme en train d'étudier ou de se détendre.
En avril 2023 est également lancé un nouveau direct représentant un jeune homme avec un fond sonore de synthwave, un style musical rappelant les années 1980.

## Principe
La chaîne propose plusieurs vidéos permettant d'écouter de la musique lofi hip-hop. La vidéo la plus connue étant une diffusion en direct de musique lo-fi en continu dont la longueur dépasse plusieurs années.
Les musiques diffusées sont issues de leur propre label ou bien d'artistes dont ils ont obtenu la permission,.
Le fait que la musique soit toujours en direct empêche YouTube de mettre des publicités qui pourraient couper la diffusion.
La musique diffusée par la chaîne peut être utilisée pour pratiquer le « deep work »,,,. D'après Emma Winston de l'Université de Londres, le succès de la chaîne vient de la musique qui « paraît familière à l’auditeur, comme un temps passé révolu et fantasmé qui n'a pas réellement existé ». Fareid El Gafy déclare dans le Washington Square News : « Grâce à cette playlist, j'ai sorti une multitude d'essais, de sessions d'étude, de scripts et de premières moutures sur l'air de samples de culture pop, de caisse claire en sourdine et de scratches virtuels ». Xavier Piedra de Mashable, a noté que la playlist est mise à jour fréquemment et contient souvent un mélange de chansons anciennes et nouvellement ajoutées. Lee Taber, Leya Breanna Baltaxe-Admony et Kevin Weatherwax de l'Université de Californie à Santa Cruz ont montré dans une étude que les relations parasociales peuvent s'appliquer à des personnages tels que la Lofi Girl.

## Histoire

### Création et suspension
En mars 2015 est créée sur YouTube la chaîne ChilledCow,,, qui propose des diffusions en direct de musique lo-fi,. Son créateur est un Français, Dimitri Somoguy, un étudiant alors âgé de 20 ans dont seul le prénom Dimitri est utilisé. En juillet 2017, YouTube interrompt la diffusion en direct. En effet, la chaîne utilisait des images du personnage de Shizuku Tsukishima, issues du film d'animation Si tu tends l'oreille (1995),. La diffusion reprend en septembre 2017 avec l'animation du personnage de Lofi Girl,.
Fin février 2020, YouTube décide de suspendre la chaîne, ce qui interrompt la diffusion qui émettait en continu depuis près d'un an et demi. La vidéo YouTube qui résulte de cette coupure dure 13 165 heures et constitue l'une des vidéos les plus longues de la plateforme. La chaîne peut à nouveau diffuser après que YouTube se rende compte de son erreur,.

### Renommage et suites

Logo de la chaîne YouTube entre 2021 et 2024.

En mars 2021, la chaîne est renommée Lofi Girl. Le changement de nom est justifié par le fait que le personnage de Lofi Girl, en ligne depuis 2017, était devenu l'icône de la chaîne et qu'il correspondrait au nouveau nom de la chaîne,. À cette occasion, le compte Twitter associé à la chaîne publie un message disant : « Ne vous inquiétez pas, ce changement n'affectera en aucune façon le contenu de la chaîne, mais ouvrira plutôt la voie à de nombreux projets passionnants pour vous tous à l'avenir! [...] La chaîne a toujours été et sera toujours axée uniquement sur la musique, l'art et la positivité. »
Le 2 février 2022, la chaîne dépasse le nombre de 10 millions d'abonnés.

### Suspension
En juillet 2022, YouTube suspend la diffusion des vidéos en directs de la chaîne Lofi Girl à la suite d'une plainte de FMC Music, un label malaysien, au nom du Digital Millennium Copyright Act (DMCA). Les vidéos résultant de cette coupure comptent 20 843 heures pour 668 millions de vues, et 20 772 heures pour 129 millions de vues. Le 11 juillet 2022, YouTube s'excuse et confirme que les demandes de suspension étaient abusives,,. Le direct est relancé le lendemain.
En 2024, la chaîne dépasse 15 millions d'abonnés.

### Célébration des 10 ans de la chaîne
En 2025, la chaîne célébre son dixième anniversaire.

## Autres projets

### Nouveau direct synthwave
Le 10 mars 2023, le personnage de Lofi Girl disparaît du direct,. La musique tourne toujours mais au lieu de la voir ainsi que son chat, la caméra commence à zoomer lentement sur une fenêtre située en face de celle de Lofi Girl,,.
Cette disparition fait suite à de nombreux messages laissés sur Twitter laissés au fil des derniers jours et donnant des indices sur ce qu'il allait advenir de la chaîne, avant de dévoiler une photo de ce qui semble être la porte vers un nouveau décor, et d'un écran d'ordinateur qui indique que « le téléchargement est terminé ». Des observateurs assidus ont repéré que la lumière bleue qui clignote donne un code en morse, qui renvoie vers le site lofiworld.com. Lui-même redirige vers une vidéo privée de Lofi Girl, cette fois dans la pièce en bleu. Sur un calendrier, la date du 11 avril est entourée.
Depuis, les deux directs proposés par la chaîne diffusent toujours de la musique, l'un avec une chambre illuminée de lumière bleue et l'autre avec ce qui semble être le couloir à l'extérieur de la chambre, avec un décompte qui s'achève le 11 avril à 19 heures, heure française. Il s'agit d'un moyen pour la chaîne d'annoncer l'arrivée sur la chaîne YouTube d'un nouveau personnage, Synthwave Boy,,,,,. Il s'agit d'un nouveau direct dédié cette fois à la musique synthwave, intitulé « synthwave radio - beats to chill/game to »,, (« radio synthwave - rythmes pour se détendre/jouer à des jeux vidéo »). Plus de 100 000 personnes sont connectés au direct pour suivre l'évènement,. Désormais, il est possible de voir en arrière-plan du décor de chacun des deux personnages la fenêtre de la chambre de l'autre. Des décors qui ont d'ailleurs été travaillés comme des opposés : Lofi Girl est tournée vers la gauche, a un chat et écrit à la main alors que Synthwave Boy a son bureau vers la droite, un chien et écrit grâce à un clavier d'ordinateur.
L'ajout du canal synthwave offre une variété supplémentaire de musique pour les amateurs de Lofi Girl et les fans de synthwave. Tout comme pour la chaîne YouTube originale, des playlists comprenant des pistes de la station de radio Synthwave sont disponibles sur Spotify et d'autres plateformes de streaming musical.

### Partenariat avec Wattpad
En 2023, la chaîne YouTube de Wattpad met en ligne une vidéo montrant un personnage rappelant la Lofi Girl écrit un texte sur un ordinateur. Il s'agit pour Wattpad d'annoncer un partenariat avec la chaîne Lofi Girl et la mise en place d'un concours par Wattpad.

### Partenariat avec Lego
En septembre 2023, la chaîne Lofi Girl diffuse sur les réseaux sociaux une vidéo où le personnage voit ses mains se transformer en mains de Lego. Cette vidéo marque l'annonce d'un partenariat avec Lego,. La chaîne a créé une playlist baptisée « Lofi Girl – chill beats for LEGO building », qui démarre par une animation où la scène avec le personnage de Lofi Girl se transforme en petite scène entièrement faite de briques Lego.
Cette collaboration sert à promouvoir un concours d'idées. Les candidats devront concevoir un endroit où ils aiment se relaxer en écoutant de la musique. Les projets devront s'inspirer de Lofi Girl et être constitués de briques (physiques ou virtuelles). Les soumissions sont revues par un jury.

### Snowman
En novembre 2023, les personnages de Lofi Girl et de Synthwave Boys disparaissent de leurs directs respectifs. Un troisième direct montrant un flocon de neige en train de se former apparaît sur la chaîne.
Il s'agit d'un moyen pour la chaîne d'annoncer la mise en ligne son premier clip, Snowman. Le clip commence en montrant Lofi Girl en train de lire un livre sur un banc public dans ce qui semble être le quartier de Fourvière. Alors que la neige commence à tomber, un flocon tombe sur sa main. Une ellipse dans le passé nous montre le personnage jeune jouant dans une forêt enneigée et fabriquant un bonhomme de neige avec un homme qui semble être son père. Après l'ellipse, le clip retourne à Lofi Girl dans le présent versant une larme marchant dans la ville de Lyon,. Elle passe devant Synthwave Boy et s'arrête pour contempler les étoiles sur ce qui semble être la place Rouville.

### Partenariat avec Marvel Studio
À l'occasion de la sortie du film The Marvel, la chaîne MarvelMusicVEVO met en ligne une vidéo intitulée Higher. Further. Faster. Together. (Lofi Girl x Thaehan Lofi Remix) (From "The Marvels") avec le personnage de Kamala dans une position rappelant celle de Lofi Girl avec le principal direct de la chaîne Lofi Girl en arrière-plan. Il s'agit d'un partenariat commercial avec Marvel Studios.

### Partenariat avec Chess.com
En décembre 2023, la chaîne YouTube lance une vidéo intitulée Lofi Girl x Chess.com ♟ - chill beats to play chess to. Il s'agit pour la chaîne d'annoncer son partenariat avec le site Chess.com.

### Directs Peaceful Piano et Dark Ambient radio
En février 2024, les deux personnages disparaissent à nouveau du décors de la vidéo. La chaîne annonce par le suite la création de deux nouveaux flux en direct, « Peaceful Piano » mettant en vedette Lofi Girl et « Dark Ambient radio » mettant en vedette Synthwave Boy.
Plus de 12 700 téléspectateurs se sont connectés pour suivre la mise en ligne des directs.

### Partenariat avec Renault
En mars 2024, la chaîne YouTube de Renault diffuse un livre où un personnage rappelant la Lofi  Girl se déplace dans une Renault 5, puis dans le nouveau modèle de Renault 5. Il s'agit d'un partenariat commercial avec la marque Renault.

### Fortnite
En mai 2024, la chaîne annonce la mise en place d'un espace sur Fortnite,,,.

### Partenariat avec Gentle Mates
Le 22 juin 2024, la structure e-sportive, Gentle Mates annonce sur leurs différents réseaux sociaux l'arrivée de Lofi Girl en tant que sponsor principal, qui les accompagnera durant leurs compétitions.

### Partenariat avec Zenless Zone Zero
En juillet 2024, la chaîne YouTube HoYoFair poste une vidéo montrant le personnage de Belle du jeu Zenless Zone Zero dans une position qui rappelle celle de la Lofi Girl. Il s'agit d'une collaboration entre la chaîne YouTube Lofi Girl et l'équipe de développement du jeu vidéo,,,.

### Partenariat avec Disney
En 2024, la chaîne fait un partenariat avec Disney en sortant un album autour de l'univers de Gravity Fall,.

### Partenariat avec Sega
En 2024, la chaîne fait un partenariat avec Sega à l'occasion des dix ans de la sortie du jeu Alien: Isolation,,,,,.

### Partenariat avec Ubisoft
En 2025, la chaîne fait un partenariat avec Ubisoft à l'occasion de la sortie du jeu Assassin's Creed Shadows,.

### GP Explorer 3
La chaîne sponsorise une des équipe du GP Explorer 3.

## Fréquentation
En février 2020, le direct principal « lofi hip hop radio - beats to relax/study to » avait été visionné à 218 millions de reprises, et en juillet 2022 plus de 668 millions. En 2023, en moyenne 40 000 personnes y sont connectées chaque jour et en même temps.
En 2024, la chaîne fait partie des 10 chaînes les plus suivies en France et le direct principal « lofi hip hop radio - beats to relax/study to » est considéré par le Nouvel Observateur comme une des « 20 [vidéos] qui ont marqué la plateforme. ».

## Personnage
La diffusion des musiques est accompagnée par une animation du personnage de Lofi Girl depuis mars 2018. Le direct présente une jeune fille assise dans un bureau avec, en arrière-plan, une vue sur la ville de Lyon. Elle porte un casque audio sur les oreilles. Elle écrit avec la main gauche quatre lignes sur un carnet. Elle tourne la tête pour regarder la fenêtre, recommence à écrire deux lignes, puis tourne la page. Ce schéma se reproduit en boucle. Le nom des artistes et des musiques est affichée en haut à gauche. Sur le bureau et dans la pièce sont présents des objets tels qu'une lampe articulée, un pot à crayon, une plante, des photos, une bibliothèque. L'ordinateur est présent sur le bureau à l'extrême gauche de l'image. À l'arrière-plan, un chat regarde par la fenêtre. Les couleurs sont réconfortantes, rouge, orange, vert.
Lofi Girl (également appelé Study Girl, Jade ou la « 24/7 lofi hip hop beats » girl) a été créé par Juan Pablo Machado, étudiant à l'école Émile-Cohl.

### Contexte
Originaire de Colombie, Juan Pablo Machado s'installe à Lyon en 2013 pour étudier à l'école Émile-Cohl après un passage par l'école d'art de Bogota. En 2017, lors de sa dernière année d'étude, il décide de répondre à un appel d'offres reçu par son école. L'appel d'offre vient de la chaîne YouTube ChilledCow qui diffuse de la musique lo-fi en continu. Elle avait utilisé une image venant du film Si tu tends l'oreille du Studio Ghibli, montrant le personnage de Shizuku en train de réviser. ChilledCow ayant déjà vu ses vidéos être supprimées pour atteinte au droit d'auteur, elle veut faire appel à un artiste,.

### Création

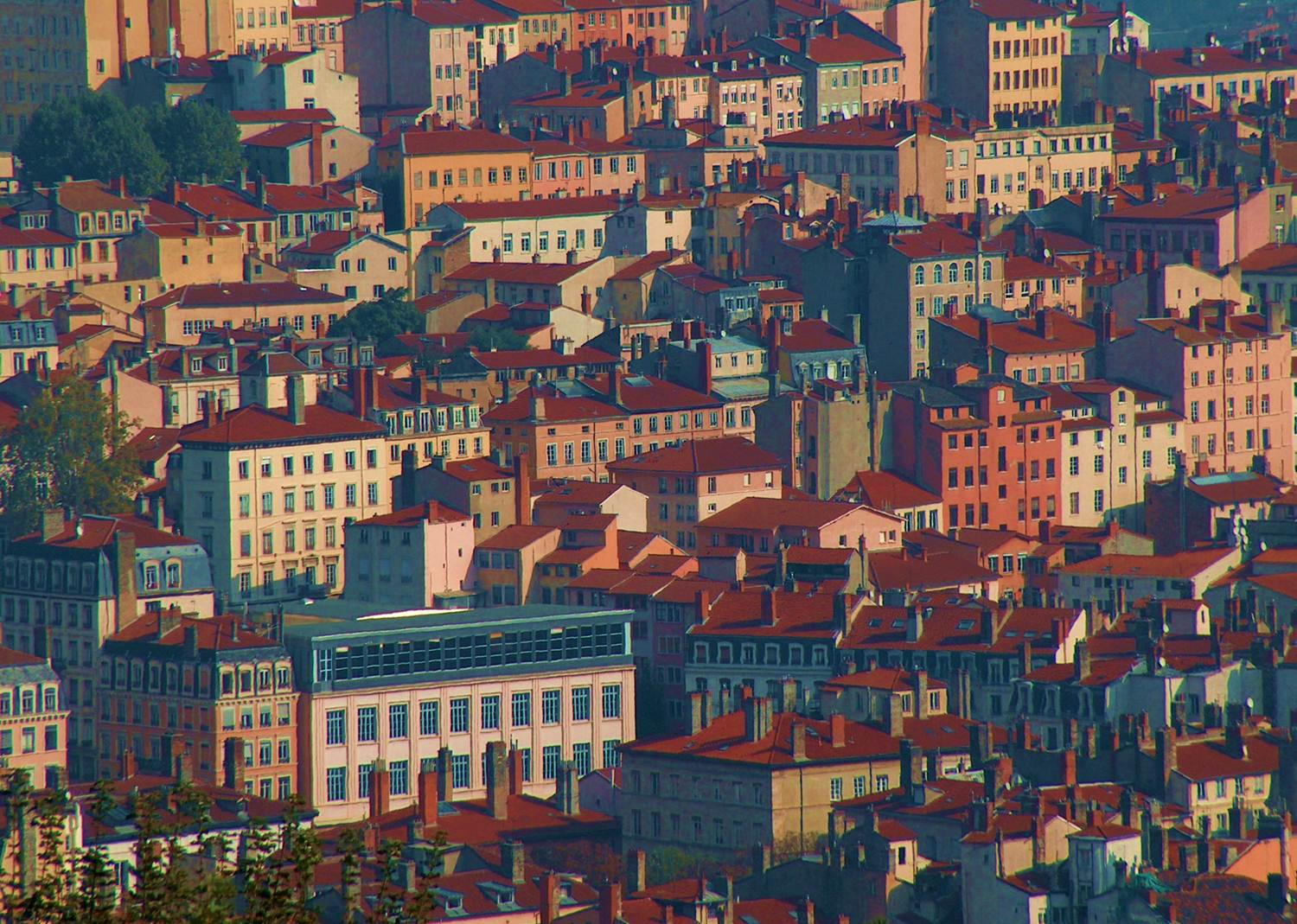
Pentes de la Croix-Rousse à Lyon, inspiration du paysage visible à la fenêtre de Lofi Girl.

Le fondateur de la chaîne veut « une étudiante occupée à réviser ses cours, avec un visuel à la Miyazaki ». De l'aveu même de Machado, « Je ne connaissais rien au lofi hip-hop et je ne puisais pas non plus mon style dans l'animation japonaise. J'ai pris cela comme un défi. » Ce fut également une première pour Machado qui a l'habitude de travailler sur papier, et qui pour ce projet travaille directement sur tablette graphique. Il décide alors d'envoyer des croquis à ChilledCow,. Plusieurs positions pour le personnage sont testées, notamment une position allongée à la fin de laquelle le personnage devait revenir à sa position initiale, qui n'est finalement pas retenue, car trop longue à animer. Quant à l'arrière-plan, il est laissé noir à l'origine, pour gagner du temps. Mais l'idée de faire défiler le temps émerge et c'est alors que Machado se décide à faire apparaître la colline de la Croix-Rousse de Lyon par la fenêtre,,. Le point de vue de la fenêtre permet de localiser l'appartement près du quai de Bondy.
L'animation est dévoilée par Machado le 2 mars 2018 sur son blog. Elle vient illustrer un direct de ChilledCow le 19 mars.

### Dans la culture populaire

#### Mème
L'animation devient vite virale et fait l'objet de reprises, ce qui contribue à en faire un mème internet,. À partir de septembre 2020, une tendance commence à se répandre sur Reddit. Celle-ci consiste à redessiner la scène où est présente Lofi Girl pour la faire correspondre à un contexte différent,.
Pendant les confinements liés à la pandémie de Covid-19, l'acteur Will Smith sort, sur sa chaîne YouTube, une version parodique de la vidéo « beats to relax/study to » intitulée « chill beats to quarantine to », le montrant en train d'étudier dans la même configuration que Lofi Girl,. D'autres youtubeurs réalisent des vidéos sur le même principe, mais sur des thèmes et à des époques différents.
Disney a sorti une vidéo où Minnie Mouse écrit des notes dans la même posture que Lofi Girl, en référence au personnage,.
Lors de l'édition 2022 de la Pixel War, le personnage est représenté sur la fresque.

#### Animation
Dans le dessin animé Steven Universe Future, une vidéo hors sujet a été mise en ligne montrant le personnage de Connie étudiant dans la même pose et le même environnement que Lofi Girl.
La chaîne YouTube Eddie's Rap Channel a sorti une vidéo sur un rap-battle entre Lofi Girl et un personnage fictif nommé Cassette Girl.

#### Jeux vidéo
La chaîne YouTube du jeu vidéo World of Warcraft a sortie une vidéo comprenant des remix des musiques du jeu vidéo,.
Dans le jeu vidéo Overwatch 2, le spray du personnage de Kiriko est un easter egg de Lofi Girl.
Peu avant la sortie des jeux vidéos Crusader Kings III et Victoria 3, le studio de développement Paradox Development Studio a mis en ligne une playlist de musique lo-fi parodiant Lofi Girl.
L'équipe de développement du jeu God of War Ragnarök propose une playlist lo-fi, parodiant également Lofi Girl, disponible sur la chaîne YouTube de PlayStation.
En 2024, le studio de développement Mooncube Games propose un jeu intitulé Spirit City: Lofi Sessions qui s'inspire de l'esthétique de Lofi Girl,.

#### Expositions
En Corée du Sud, le personnage rencontre un tel succès que son créateur est contacté par le musée de Séoul pour l'intégrer à une exposition. Cependant l'exposition n'a pas lieu en raison de la pandémie de Covid-19.

#### Jeu de société
Le jeu de société Daydream, est inspiré de l'univers de Lofi Girl.

### Diplôme
Le 29 juillet 2025, le compte X appartenant la chaîne diffuse une vidéo où le personnage reçoit son diplôme,.

### Communauté
Des membres de la communauté expriment avoir un lien émotionnel fort avec ce personnage,. Plusieurs instituts d'études sur la santé mentale ont remarqué que les personnes qui suivent les chaînes de musique lo-fi comme Lofi Girl sont davantage concernées par les problèmes d'anxiété ou de pensées suicidaires.

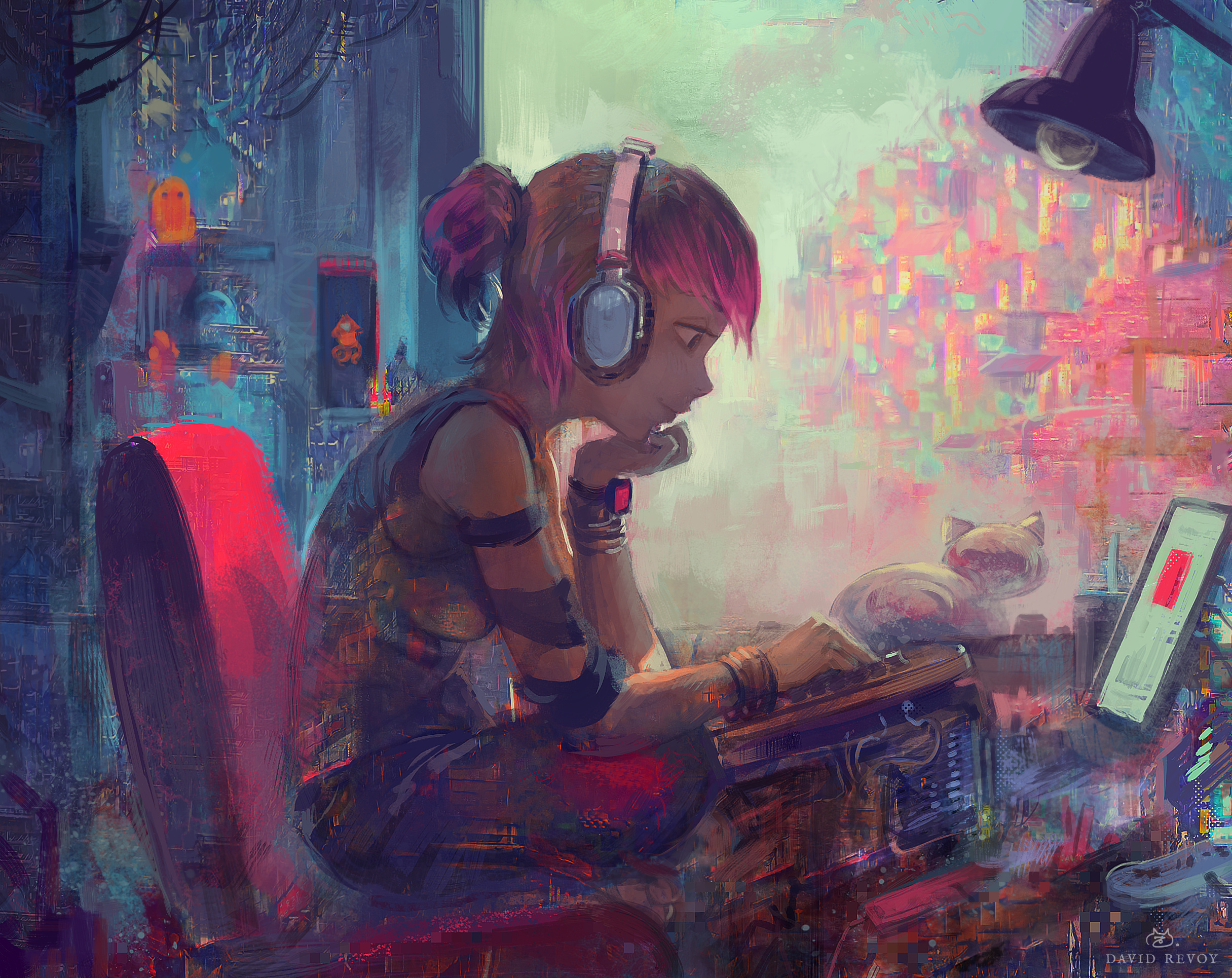
Dessin de David Revoy en style cyberpunk, inspiré de Lofi Girl.
Ancien logo de la chaîne utilisé jusqu'en 2024.

### Politique
Lai Ching-te, candidat à l'élection présidentielle de 2024 à Taïwan, a mis en ligne une vidéo diffusant de la musique lo-fi avec un style rappelant celui de Lofi Girl.
L’initiative a été couverte par les médias régionaux et a reçu des soumissions de stars de la télévision, des élèves du secondaire, ainsi qu’un maire de Taiwan.